# Перепеловский, Сергей Васильевич
Серге́й Васи́льевич Перепело́вский — полковник Русской императорской армии.

## Биография
Православный. Из дворян Кубанского казачьего войска. В 1886 году в чине подпоручика окончил Николаевское инженерное училище.
На 8 октября 1904 года служил в Свеаборгском крепостном инженерном управлении, подполковник. На 1909 год — служил в Варшаве. На 1913 год – проживал в Петербурге, штаб-офицер для поручений.
Во время Великой войны – штаб-офицер для поручений инспектора инженерных частей Петроградского военного округа, полковник.
После объявления большевиками красного террора взят в заложники. Дальнейшая судьба неизвестна.

## Семья
Отец: генерал-лейтенант В. Г. Перепеловский (18.02.1818—1908).
Братья:
- Перепеловский, Александр Васильевич (1863—1918) — генерал-майор Русской императорской армии, казнён большевиками.
- Перепеловский, Владимир Васильевич (1863—1918) — генерал-майор Русской императорской армии, помощник командира Конвоя Его Императорского Величества, казнён большевиками.